# Amietophrynus villiersi
Amietophrynus villiersi är en groddjursart som först beskrevs av Angel 1940.  Amietophrynus villiersi ingår i släktet Amietophrynus och familjen paddor. IUCN kategoriserar arten globalt som starkt hotad. Inga underarter finns listade i Catalogue of Life.